# Bâsca Chiojdului
Bâsca Chiojdului – wieś w Rumunii, w okręgu Buzău, w gminie Chiojdu. W 2011 roku liczyła 1200 mieszkańców.